# Nilaiyur I Bit
Nilaiyur I Bit es una ciudad censal situada en el distrito de Madurai en el estado de Tamil Nadu (India). Su población es de 14684 habitantes (2011). Se encuentra a 9 km de Madurai.

## Demografía
Según el censo de 2011 la población de Nilaiyur I Bit era de 14684 habitantes, de los cuales 7298 eran hombres y 7386 eran mujeres. Nilaiyur I Bit tiene una tasa media de alfabetización del 83,42%, superior a la media estatal del 80,09%: la alfabetización masculina es del 89,21%, y la alfabetización femenina del 77,70%.